# ガルダリキ
ガルダリキ（古ノルド語: ᚴᛅᚱᚦᛅᚱᛁᚴᛁ , Garðaríki）とは、中世スカンディナヴィアで用いられた、ルーシに対する呼称である。ガルダリキは「ゴロド（город , gorod：都市や囲いの意）の国」を意味し、使用はサガの中に見られる。
スカンディナヴィアの人々は、ガルダリキの呼称を、初めはルーシ北部の要塞が連なる地域、すなわちヴォルホフ川沿いのリュブシャ(ru)やラドカ（スタラヤ・ラドガ）から、ヴォルガ川上流地域に対して用いていた。また、スカンディナヴィアのサガからは、Holmgarðr(ru)：ノヴゴロドをガルダリキの首都と位置づけていた可能性が見受けられる。その後、時とともに、ガルダリキはルーシ全体を指すようになった。14世紀のスカンディナヴィアのサガでは、Holmgarðr：ノヴゴロドに加え、Kœnugarðr：キエフ、Pallteskja：ポロツク、Smaleskja：スモレンスク、Súrsdalar：スーズダリ、Ráðstofa：ロストフ、Móramar：ムーロム等がガルダリキの公国として記されている。
F.ブラウン(ru)の説では、ガルダリキの語はアイスランド人が用い始めたものであり、その使用は12世紀末からであるとされている。なお、9 - 12世紀のスカンディナヴィア半島全域では、ルーシはGarðarと呼称されており、スカルド詩やルーン石碑の中に表記が見られる。